# Haplophyllum tuberculatum
Haplophyllum tuberculatum är en vinruteväxtart som först beskrevs av Peter Forsskål, och fick sitt nu gällande namn av Ad. Juss.. Haplophyllum tuberculatum ingår i släktet Haplophyllum och familjen vinruteväxter. Inga underarter finns listade i Catalogue of Life.